# Setophaga kirtlandii
Setophaga kirtlandii е вид птица от семейство Parulidae. Видът е почти застрашен от изчезване.

## Разпространение
Видът е разпространен в Бахамските острови, САЩ и Търкс и Кайкос.